# 泽拜凯
泽拜凯，是匈牙利佐洛州所辖的一个村，总面积4.45平方公里，总人口64，人口密度14.4人/平方公里（2010年1月1日）。